# Banca Carige
Banca Carige (acrónimo de "Cassa di Risparmio di Genova e Imperia"; en español: Caja de ahorros de Génova e Imperia) es el banco más importante de la Liguria y una de las principales instituciones bancarias de Italia. Fue fundada en 1483 en Génova como monte de piedad por medio de fray Angelo da Chivasso.
Banca Carige es la cabeza del Gruppo Banca Carige, uno de los siete conglomerados bancarios y aseguradores italianos que pueden contar con más de 1000 oficinas (entre sucursales bancarias y agencias aseguradoras) repartidas en todo el territorio italiano (también está presente en el extranjero con una oficina de representación en Nueva York y una oficina operativa en Niza, Francia) y cuenta con 2 millones de clientes entre familias, profesionales, empresas e instituciones.
Aparte de Banca Carige, son parte del grupo cuatro entidades bancarias (Cassa di Risparmio di Savona, Cassa di Risparmio di Carrara, Banca del Monte di Lucca, Banca Cesare Ponti), la sociedad de gestión de activos Carige Asset Management Sgr, las sociedades aseguradoras Carige Assicurazioni y Carige Vita Nuova. Banca Carige, además, es el accionista mayoritario en la entidad Creditis Servizi Finanziari, la sociedad del grupo especialista en créditos al consumo.
Banca Carige tiene una capitalización bursátil de cerca de 3000 millones de euro, y es en la actualidad la séptima entidad bancaria italiana. Tiene su sede en Génova y una red por todo el país de sucursales, agencias aseguradoras, cajeros automáticos, promotores financieros y puntos de venta por internet, complementada con los puntos de venta de los otros cuatro bancos del grupo.

## El grupo
La Banca genovesa está presenta en 1.000 puntos de venta en todo el territorio italiano, especialmente en la Liguria (donde su presencia se ha reforzado con la adquisición de la Cassa di Risparmio di Savona), en el Piamonte, la Lombardía, la Toscana, Cerdeña y Sicilia. Las sucursales emplean a 5.086 trabajadores. El grupo además ha reforzado su presencia entre 2002 y 2005, con la adquisición de sucursales del Banco di Sicilia, del Grupo Banca Intesa y del Grupo Capitalia. El número de clientes alcanza los 2 millones con unos activos totales de 35.000 millones de euro. El Banco Carige tiene oficinas en el extranjero, en las principales capitales del mundo.
En febrero de 2008, el consejo de administración ha puesto en marcha una ampliación de capital de aproximadamente 1.000 millones de euros, para financiar un plan estratégico que incluía una importante expansión de sucursales en la Toscana durante el bienio 2008-2010.
Después de la fusión entre Banca Intesa y Sanpaolo, en aplicación de la normativa antitrust el nuevo grupo Intesa Sanpaolo se ha visto obligado a ceder cerca de 80 sucursales en el norte de Italia que ha sido adquirida por Banca Carige. En noviembre de 2008, también son integradas en el grupo 23 antiguas agencias de Unicredit en Sicilia, y el 31 de mayo de 2010 entran a formar parte del grupo 22 agencias de la Banca Monte dei Paschi di Siena.

## Ranking en la banca italiana
Banca Carige cotiza en la bolsa de Milán. A 26 de marzo de 2010 resultaba ser el séptimo banco italiano en la clasificación de las 15 entidades bancarias con mayor capitalización de la bolsa italiana (datos en miles de millones de euros):
1. Unicredit - 41.72  (enlace roto disponible en Internet Archive; véase el historial, la primera versión y la última).
2. Intesa Sanpaolo - 33.24
3. Mediobanca - 6.89
4. Monte dei Paschi di Siena - 6.46  (enlace roto disponible en Internet Archive; véase el historial, la primera versión y la última).
5. UBI Banca - 6.40
6. Banco Popolare - 3.31
7. Banca Carige - 3.23  (enlace roto disponible en Internet Archive; véase el historial, la primera versión y la última).
8. Banca Popolare dell'Emilia Romagna - 2.60
9. Banca Popolare di Sondrio - 2.27
10. Banca Popolare di Milano - 1.97
11. Credito Emiliano - 1.76
12. Credito Bergamasco - 1.43  (enlace roto disponible en Internet Archive; véase el historial, la primera versión y la última).
13. Credito Valtellinese - 1.0
14. Banca Generali - 0.94
15. Banco Desio - 0.48

## Principales accionistas
Las empresas que poseen más del 2% del capital social de la Banca Carige son las siguientes (datos al 26 de abril de 2012 ):
- Fondazione Cassa di Risparmio di Genova e Imperia (46,634%)
- Caisse Nationale des Caisses d'Epargne (CNCE) (9,989%)

## Participaciones
Banca Carige es accionista de la banca de inversión alemana Frankfurter Bankgesellschaft Ag, con sede en Fráncfort del Meno.
A febrero de 2008, su participación en la Cassa di Risparmio di Firenze era inferior al 2% del capital social.

## Sucursales
Sucursales de Banca Carige por regiones (a las que hay que añadir las de los otros 4 bancos del grupo):
- Liguria: 207
- Lombardía: 68
- Sicilia: 63
- Piamonte: 52
- Lacio: 39
- Emilia-Romana: 28
- Cerdeña: 11
- Puglia: 9
- Marcas: 5
- Toscana: 21
- Umbría: 2
- Valle de Aosta: 10

Total de sucursales de Banca Carige: 665 (a las que hay que sumar 400 agencias aseguradoras)

### Sucursales en el extranjero
- Francia: 1